# Gobierno Regional del Maule
El Gobierno Regional del Maule es el órgano con personalidad jurídica de derecho público y patrimonio propio, que tiene a su cargo la administración superior de la Región del Maule, Chile, y cuya finalidad es el desarrollo social, cultural y económico de ésta. Tiene su sede en la capital regional, la ciudad de Talca.
Está constituido por la Gobernadora Regional y el consejo regional.

## Gobernador de la Región del Maule
Dentro de las facultades que le corresponden al gobernador, es ser el órgano ejecutivo del gobierno regional, correspondiéndole presidir el consejo regional y ejercer las funciones y atribuciones que la ley orgánica constitucional determine, en coordinación con los demás órganos y servicios públicos creados para el cumplimiento de la función administrativa. Asimismo, le corresponde la coordinación, supervigilancia o fiscalización de los servicios públicos que dependan o se relacionen con el gobierno regional, sin embargo su figura no es un representante del presidente de la República en la región, para tal representación la ley 20.990 creó el cargo de delegado presidencial regional del Maule.
Desde el 6 de enero de 2025 el gobernador regional es Pedro Álvarez-Salamanca Ramírez  (UDI) luego de ser electo en las Elecciones regionles de 2024.

## Consejo Regional del Maule
El consejo regional de la Región del Maule es un órgano de carácter normativo, resolutivo y fiscalizador, dentro del ámbito propio de competencia del Gobierno Regional, encargado de hacer efectiva la participación de la ciudadanía regional y ejercer las atribuciones que la ley orgánica constitucional respectiva le encomienda.
Está integrado por 20 consejeros elegidos por sufragio universal en votación directa, de cada una de las 4 provincias de la región (5 por Curicó; 2 por Cauquenes; 7 por Talca; y 6 por Linares) que duran 4 años en sus cargos y pueden ser reelegidos. El consejo regional, por mayoría absoluta de sus integrantes en ejercicio, elige un presidente de entre sus miembros. El presidente del consejo dura cuatro años en su cargo y cesa en él en caso de incurrir en alguna de las causales de cese en cargo de consejero regional, por remoción acordada por los dos tercios de los consejeros regionales en ejercicio o por renuncia aprobada por la mayoría de estos.
La presidenta del Consejo Regional del Maule es la Gobernadora Regional Pedro Álvarez-Salamanca Ramírez (UDI).

### Listado de consejeros regionales

Distribución de escaños del Consejo Regional de Maule, período 2025-2029. Oficialismo (13):
RN
UDI
PLR Oposición (7):
PR
PDC
PPD
PS
FA

El consejo regional está compuesto, para el periodo 2025-2029, por:
- Curicó
  - Dominique Schlack Silva (PRCh)
  - Gaby Fuentes Yáñez (RN)
  - Román Pavez López (Ind./PR)
  - Igor Villarreal Guajardo (FA)
  - Mirtha Segura Ovalle (UDI)
  - Roberto García Parra (PDC)

- Talca
  - Silvio del Río Jiménez (PR)
  - Paola Guajardo Oyarce (RN)
  - Raphael Zúñiga Mendoza (UDI)
  - Patricio Domínguez Ibarra (PDC)
  - Gonzalo Montero Viceros (RN)
  - Sergio Aguiló Melo (PS)
  - Rossana García Chevecich (PRCh)

- Linares
  - Pablo Gutiérrez Pareja (Ind./PPD)
  - Ismael Fuentes Castro (Ind./UDI)
  - Almiro Garrido Cáceres (UDI)
  - Cecilia Parham Mucarquer (RN)
  - Francisco Durán Ramírez (RN)

- Cauquenes
  - Juan Andrés Muñoz Saavedra (RN)
  - Francisco Ruíz Muñoz (PRCh)